# Sendlinger Tor

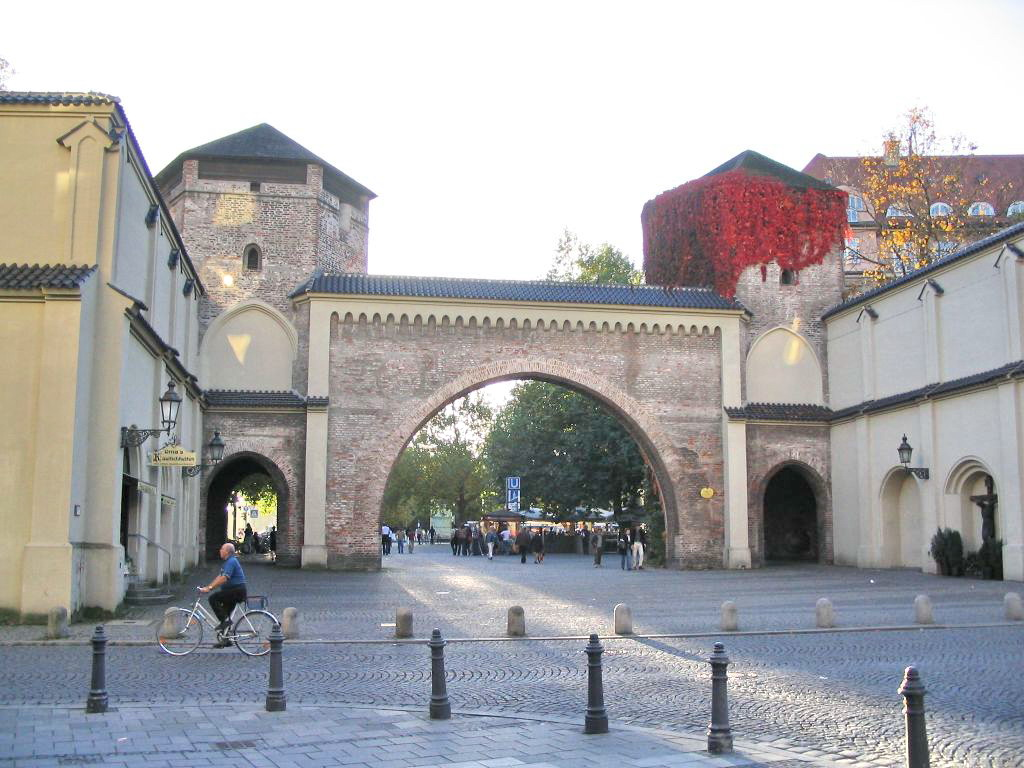
Sendlinger Tor, 2004

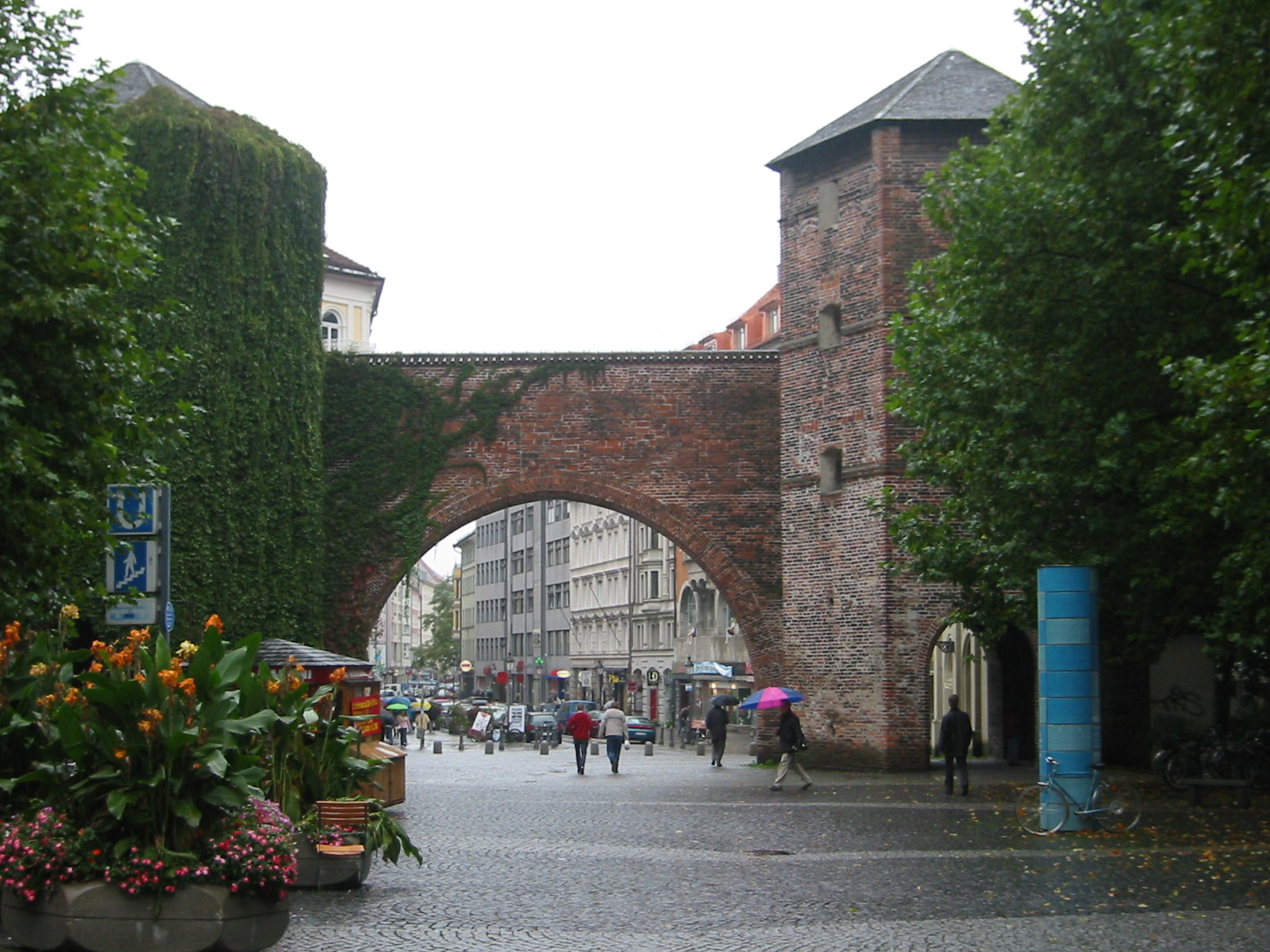
Sendlinger-Tor-Platz

Sendlinger Tor är Münchens södra stadsport till den gamla historiska Altstadt (Gamla stan/innerstaden). Trots att ringmuren runt innerstaden är riven står denna kända och gamla port kvar. I området kring porten är det ett stort affärsdistrikt samt söder om platsen finns Münchens gaykvarter med gayklubbar på bl.a. Müllerstrasse. Under platsen finns en av Münchens allra största knutpunkter för tunnelbanan med flera olika linjer.